# 핀란드 내전의 포로수용소

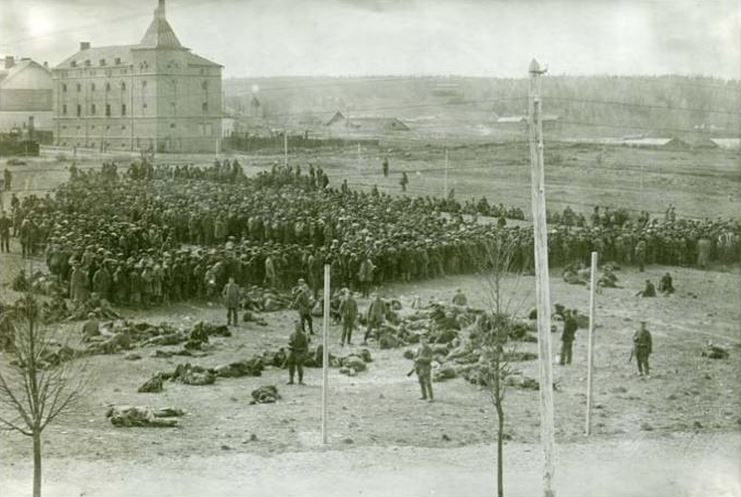
라흐티의 헨날라 포로수용소.

핀란드 내전의 포로수용소(핀란드어: Suomen sisällissodan vankileirit 수오멘 시샐리소단 반킬레이리트[*])는 1918년 핀란드 내전에서 승리한 백핀란드 측이 운영했다. 주요 수용소는 13개소가 존재했으며 대부분 1918년 4월에서 5월 사이에 운영되었다. 소형 수용소는 전쟁 막바지 시점에 60개소가 넘었다. 포로로 잡힌 적위대원 및 관련자들은 대략 80,000 여명에 이르며, 그 중 4,700 여명은 여성이고 1,500 여명은 아동이었다. 총 12,000 - 14,000 여명의 포로가 목숨을 잃은 수용소의 열악한 환경은 내전 자체 만큼이나 핀란드 민중들에게 강렬한 기억을 남겼지만 백군 측에 의한 역사해석은 수십년 동안 이러한 사실들이 거의 완전히 무시되게 만들었다.

## 주요 포로수용소 목록
이하 표에서 포로 수는 역사학자 야코 파볼라이넨의 《1918년 핀란드 포로수용소》(Vankileirit Suomessa 1918; 1971년)에 근거하고 있다. 사망자 수는 따로 주석이 달려 있지 않으면 1914년–1922년 핀란드 전쟁희생자 인터넷 데이터베이스에 근거한 것이다.
| 수용소                | 위치                  | 포로 수    | 사망자 수 | 비고                                                                   |
| --------------------- | --------------------- | ---------- | --------- | ---------------------------------------------------------------------- |
| 탐미사리 포로수용소   | 에케내스 드라그스비크 | 8,689      | 2,997     | 1940년까지 정치범 노역장으로 사용됨                                    |
| 해멘린나 포로수용소   | 해멘린나              | 11,482     | 2,464     |                                                                        |
| 탐페레 포로수용소     | 탐페레                | ca. 10,000 | ca. 1,400 | 1919년 초엽까지 노역장으로 사용됨                                      |
| 헨날라 포로수용소     | 라흐티                | ca. 10,900 | 1,187     | 1919년 10월까지 노역장으로 사용됨                                      |
| 수오멘린나 포로수용소 | 헬싱키 수오멘린나     | ca. 10,000 | ca. 1,400 | 헬싱키 포로수용소의 부속 수용소. 1919년 3월 14일까지 노역장으로 사용됨 |
| 리히매키 포로수용소   | 리히매키              | 8,495      | 981       | 1921년까지 노역장으로 사용됨                                           |
| 뷔보르그 포로수용소   | 뷔보르그              | 10,350     | 834       | 4개 부속 수용소로 이루어짐                                             |
| 라펜란타 포로수용소   | 라펜란타              | ca. 3,000  | 692       |                                                                        |
| 쿠오피오 포로수용소   | 쿠오피오              | 2,639      | 476       |                                                                        |
| 이소사리 포로수용소   | 헬싱키 이소사리       |            | ca. 340   | 헬싱키 포로수용소의 부속 수용소                                        |
| 투르쿠 포로수용소     | 투르쿠                | 3,300      | 176       | 1919년 7월까지 노역장으로 사용됨                                       |
| 오울루 포로수용소     | 오울루                | 2,1001     | 49        |                                                                        |
| 바사 포로수용소       | 바사                  | 924        | 15        |                                                                        |
| 산타하미나 포로수용소 | 헬싱키 산타하미나     | ca. 3,0002 | 13        | 헬싱키 포로수용소의 부속 수용소                                        |
| 미켈리 포로수용소     | 미켈리                | 778        | 11        |                                                                        |
| 카타야노카 포로수용소 | 헬싱키 카타야노카     |            |           | 헬싱키 포로수용소의 부속 수용소                                        |

1 1918년 7월까지 러시아 병사 1,000 여명 수용
2 1918년 4월-5월에 남성 포로 2,000 여명 수용, 1918년 6월-9월에 여성 포로 1,000 여명 수용